# Наровлянка
Наровлянка — річка в Білорусі, у Наровлянському районі Гомельської області. Права притока Прип'яті, (басейн Прип'яті).

## Опис
Довжина річки 27 км, похил річки 1,2  м/км, площа басейну водозбору 124  км². Формується притокою, багатьма безіменними струмками, загатами та частково каналізована.

## Розташування
Бере початок на південно-західній стороні від Михалки. Тече переважно на південний схід через Половковський Млинок і у місті Наровля впадає у річку Прип'ять, праву притоку Дніпра.
Населені пункти вздовж берегової смуги: Половки, Заракитне.

## Притоки
- Брід[2] (права).

## Цікавий факт
- Неподалік від витоку річку перетинає залізнична колія (тупик), що обслуговує Мозирський нафтопереробний завод.
- На лівому березі річки проходить Мозирський трамвай.